# Tibor Kincses (judoutövare)
Tibor Kincses, född 12 februari 1960 i Kecskemét, Ungern, död 9 juni 2025, var en ungersk judoutövare.
Han tog OS-brons i herrarnas extra lättvikt i samband med de olympiska judotävlingarna 1980 i Moskva.